# Orphelin
Pour les articles homonymes, voir Orphelin (homonymie).

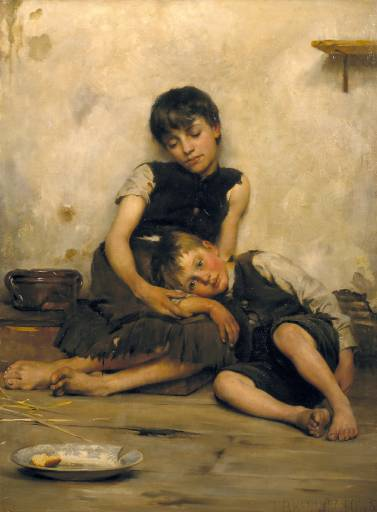
Orphelins,.

Un orphelin (du grec ancien ὀρφανός / orphanós) ou une orpheline est un enfant (mineur) dont le père et la mère sont décédés, ou dont l'un des deux parents est décédé ou par extension, disparu(s) définitivement. Les cas spéciaux, d'enfants maltraités, incapable d'être entretenus par des parents qui peuvent être pauvres, sans-abris, souffrant d'addiction à la drogue ou si l'unique ou les deux parents ont été envoyés en prison par exemple ne sont pas pris en compte. Ce terme est également utilisé pour désigner des jeunes adultes au moment du décès des parents.
L'usage courant réserve ce terme aux enfants dont les deux parents sont décédés (les enfants qui ont perdu un seul parent se qualifient rarement eux-mêmes d'orphelins). Pour les enfants dont le père est décédé (orphelin de père) ou la mère (orphelin de mère) on parle parfois de semi-orphelins.

Les orphelins de deux parents sont statistiquement parfois confondus avec d’autres catégories d’enfants sans parents déclarés (enfants abandonnés ou sans filiation), ce qui brouille parfois les statistiques dans un contexte démographique à la fois caractérisé par un recul de la mortalité et par une hausse (plus récente) du nombre des séparations volontaires.  Le mot « orphelin » évoque en outre des périodes historiques et/ou des aires géographiques marquées par des évènements tels que guerres, famines, catastrophes et/ou épidémies, sources d'une mortalité anormalement élevée. 

Depuis les années 1990, dans les pays en développement où l’épidémie du VIH-Sida a tué de nombreux adultes, le mot orphelin fait d'abord évoquer les enfants « orphelins du Sida » (en 2003, on estime qu'ils étaient environ 16 millions, essentiellement répartis en en Asie et en Afrique subsaharienne). 
Ce terme peut aussi être employé pour les animaux. Dans certaines espèces animales, où le père n'a pas d'attache particulière avec la mère ou avec le jeune, avant ou après sa naissance, le petit est alors appelé orphelin lorsque la mère meurt.

## Traitement social
Actuellement, dans les pays développés, les enfants orphelins qui ne sont pas recueillis par leur famille élargie sont placés dans une structure d'adoption qui les soigne, les éduque généralement, puis ils sont adoptés par une famille permanente aussitôt que possible. 

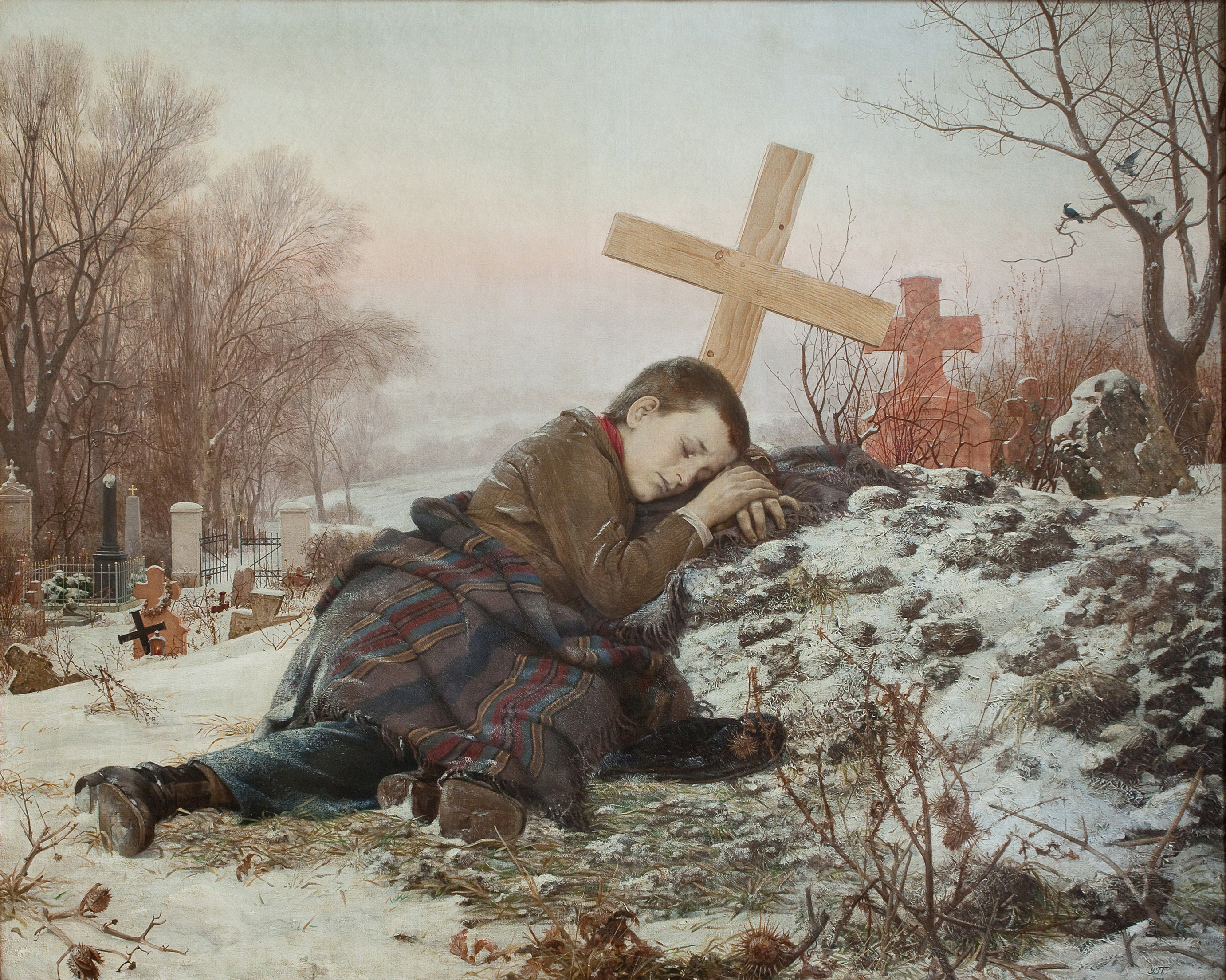
Orphelin sur la tombe de sa mère, peint par Uroš Predić en 1888.

Dans le passé et encore dans une grande partie du monde, les orphelins vivent souvent sans habitat, ils deviennent des sans-abris, les « gamins des rues », ou sont entretenus dans des hospices, des orphelinats, ou par des congrégations ; la plupart des individus « modernes » estiment que c'est une erreur, car les mineurs y reçoivent des soins insuffisants, ou même dangereux, en particulier dans des hospices où les enfants sont mélangés avec des adultes sans foyer et des malades mentaux (parfois dangereux) et où les maladies mentales ne sont pas traitées[réf. nécessaire]. 
Dans quelques nations confrontées à la guerre et au SIDA, les parents d'une proportion significative de la jeune population sont décédés, ex. : Tanzanie, Ouganda ou Botswana, causant une crise humanitaire majeure. En République populaire de Chine, les filles sont parfois abandonnées, à cause de la politique de natalité, créant un nombre significatif d'orphelines[réf. nécessaire]. 
Selon des études, on retrouve souvent des orphelins souffrant de problèmes d'identité[Lesquels ?], voire pour les enfants très jeunes du syndrome de Spitz[réf. nécessaire].

## Charité et aide aux orphelins
SOS Villages d'Enfants est la plus grande organisation mondiale non gouvernementale, ONG, sans vocation religieuse, d'assistance sociale dont la mission est de fournir un foyer stable et des familles affectueuses pour les enfants abandonnés ou qui ont perdu leurs parents dans le monde entier.
Avant l'établissement d'une action sociale de l'État pour les orphelins dans les pays développés, beaucoup d'organisation de charité telles que les foyers du Dr Barnardo (maintenant appelés « Barnardo's ») ont existé pour prendre soin des orphelins vivant dans la pauvreté.

## En France
Comme dans tous les pays développés, le nombre d'enfants endeuillés d'un parent (ou orphelin exclusif) ou de leurs deux parents (ou orphelin absolu) n'a fait l'objet d'aucun dénombrement récent direct par recensement (pas depuis 1947 en France).
En 2003, deux chercheurs de l'Institut national d'études démographiques (INED), étonné par ce manque, ont fait une estimation. Sur la base de cette estimation statistique, la France comptait alors : 500 000 enfants orphelins de moins de 21 ans et 800 000 jeunes de moins de 25 ans. Étant donné la surmortalité masculine caractéristique de la France — 3 orphelins sur 4 sont en effet en deuil d'un père —, l'Hexagone aurait un taux d'orphelins qui semble plus grand que celui d'autres pays européens. Les deux chercheurs de l'INED s'étonnèrent de leurs résultats, mais leur étude semble avoir eu peu d'échos.
Dans les années 2000, 7 027 foyers ont été agrémentés pour un total de 28 000, pour 4 000 orphelins adoptés (816 pupilles de l’État et 3 266 enfants étrangers).
En 2011, l'UNAF et la FAVEC ont dirigé une enquête nationale « La parole aux orphelins », en interrogeant près de 1 020 personnes de tous âges, devenues orphelines dans l'enfance.
En 2019, les orphelins (enfants, adolescents et jeunes adultes dont un ou deux parents sont morts) n’ont pas de statut particulier en France et donc non suivis par la statistique publique. Mais en combinant trois sources de données (Tronc commun des enquêtes auprès des ménages ; enquêtes Famille de 1999 et 2011 ; État-civil), Cécile Flammant, dans le cadre de sa thèse de doctorat en géographie a estimé qu’en 2015, environ 600 000 personnes de moins de 25 ans étaient orphelines d’un ou de deux parent(s) (3% de cette tranche d’âge). Environ 75% d’entre eux étaient orphelins de père, avec une mère encore vivante. Les chiffres montrent aussi que l’« orphelinage précoce paternel » était socialement bien plus différencié que l’« orphelinage précoce maternel ». Le taux d’orphelins a diminué de 1999 à 2015 (en lien probablement avec la baisse de la mortalité des adultes ; mais la tendance au retard des naissances a partiellement effacé l’effet de cette baisse de la mortalité adulte sur la proportion d’orphelins dans la société française. 

Une idée reçue estime que l’orphelin est un enfant généralement privé de ses deux parents, vivant dans un orphelinat, ce qui n'est dans la réalité plus le cas. L'essentiel des mineurs orphelins vivent avec le parent qui leur reste, généralement dans une famille monoparentale ou dans une famille recomposée. Statistiquement le niveau de vie de leurs familles est un peu plus bas que dans les autres familles de même structure, généralement en raison d'une position socioéconomique moins favorable.

### Pupille de la Nation

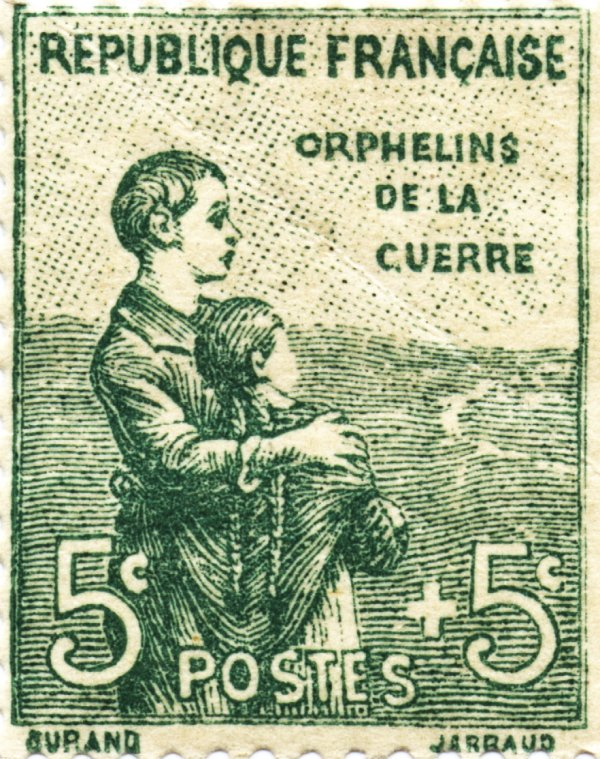
Timbre français émis en 1919 au profit des orphelins de guerre.

La France reconnaît les orphelins de France, victimes des deux guerres mondiales particulièrement, sous le terme de pupille de la Nation quand ils sont mineurs. Ils sont accompagnés par l'Office national des anciens combattants et victimes de guerre (ONAC). À l'issue du premier conflit mondial ils sont 986 000. Pour le second, les pupilles de la nation sont 350 000 à l'issue de la guerre. 
Une polémique s'est instaurée à la suite de l'indemnisation des enfants orphelins juifs (Ordonnance du premier ministre en 2000) et des enfants orphelins de déportés politiques et de résistants, à la condition expresse que ces derniers n'aient pas eu « les armes à la main » au moment de leur exécution (Ordonnance du premier ministre en 2004) : les autres orphelins de guerre n'ayant pas de droit à cette indemnisation.
Actuellement, une partie des orphelins de guerre de la Seconde Guerre mondiale n'a pas droit à cette indemnisation,.
Du fait des besoins immenses d'accueillir ces enfants orphelins de guerre, il se crée des maisons d'enfants au cours des deux guerres. Certaines existent encore, naturellement leur mission a changé aujourd'hui. Elles accueillent des enfants en difficulté sociale, pupilles de l'État ou non 
- « Nid fleuri », institution créée durant la Première Guerre mondiale[12].
- « La Maison de Sèvres » accueillait dans un premier temps des enfants après l'exode de 1940, puis des enfants juifs cachés[13].

### Pupille de l'État
Les Pupilles de l'État ne sont pas tous orphelins ou abandonnés, ce sont les enfants confiés (placés) à l'ASE (Aide sociale à l'enfance). Jusque dans les années 1980, on disait familièrement enfants de l'assistance ou de la DDASS (assistance publique).
Le tour ou (tour d'abandon) est utilisé en France jusqu'à la fin du XIXe siècle, c'était le seul moyen de lutter contre l'infanticide et les faiseuses d'ange sous l'ancien régime. La naissance sous X et la création de centres (foyers) maternels, permet à la mère d'accoucher dans des conditions sanitaires et humaines plus acceptables. Aujourd'hui les personnes nées sous X souhaitent connaître leur origine pour se construire d'où un assouplissement de la législation.

## Médias

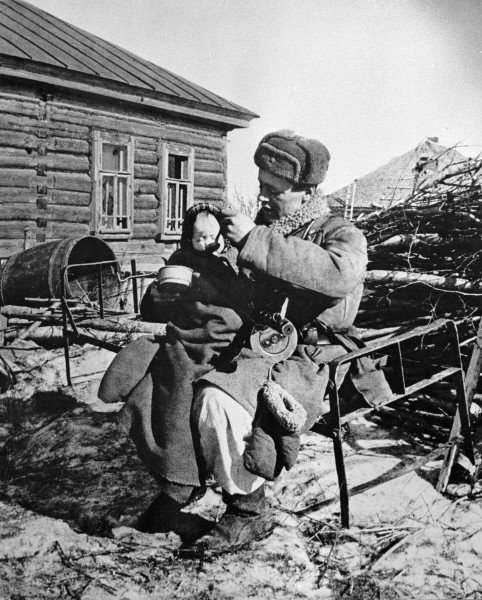
Orphelin et soldat russe, 1943
Photo Victor Kinelovskiy.

Les personnages d'orphelins sont extrêmement communs en tant que personnages littéraires, spécialement dans la littérature enfantine et dans le fantastique. L'absence de parents permettent aux personnages d'avoir des vies plus intéressantes et plus aventureuses, en les libérant des obligations familiales et de leurs contrôles, et les privant de vies plus banales. Cela crée des personnages romanesques réservés, introspectifs et parfois repliés sur eux-mêmes, en quête d'affection. Les orphelins peuvent métaphoriser la quête identitaire à travers la recherche de leurs racines.[évasif]
Les parents peuvent également être des alliés et des sources d'aide pour les enfants, et leur disparition constitue une épreuve difficile pour le personnage. Les parents, en outre, peuvent être non pertinents à l'histoire qu'un auteur essaye de développer, et leur absence ou disparition libère l'auteur de la nécessité de dépeindre cette relation ; et, si la relation parent-enfant est importante, la suppression de l'autre parent empêche de compliquer le rapport nécessaire à son œuvre. Toutes ces caractéristiques font des orphelins des caractères attrayants pour les auteurs. 
Beaucoup d'orphelins sont également des enfants abandonnés, et beaucoup d'entre eux sont des orphelins « efficaces », et leur recherche peut inclure des tentatives de trouver leurs parents, ou d'autres parents. Même si les parents sont morts, l'enfant abandonné, comme dans Oliver Twist, Harry Potter, Cosette ou encore Yang Guo (en) (楊過), personnage du retour du héros chasseur d’aigles (en) (神鵰俠侶), roman réalisé par Jin Yong, auteur chinois, de romans de cape et d'épée, peut apprendre qui ils étaient.